# Hippopsis apicalis
Hippopsis apicalis är en skalbaggsart som först beskrevs av Bates 1866.  Hippopsis apicalis ingår i släktet Hippopsis och familjen långhorningar. Inga underarter finns listade i Catalogue of Life.